# Арменево (Смоленская область)
Арменево — деревня в Гагаринском районе Смоленской области России. 
Входило в состав Серго-Ивановского сельского поселения, с 1 января 2020 года вошло в Никольское сельское поселение.
Расположена в северо-восточной части области в 17 км к юго-западу от Гагарина, в 5 км севернее автодороги М1 «Беларусь», на берегу реки Ветцы. В 3 км севернее деревни расположена железнодорожная станция Серго-Ивановская на линии Москва — Минск.
Население — 46 жителей (2007 год).

## История
В годы Великой Отечественной войны деревня была оккупирована гитлеровскими войсками в октябре 1941 года, освобождена в марте 1943 года.